# 브레이브 리틀 토스터
브레이브 리틀 토스터(The Brave Little Toaster)는 일본에서 제작된 제리 리즈 감독의 1987년 모험, 코미디, 애니메이션 영화이다. 존 로비츠 등이 주연으로 출연하였다.
이 영화는 쿠시너-로크 컴퍼니와 함께 하이페리온 애니메이션에 의해 제작되었다.

## 출연

### 주연
- 존 로비츠
- 티모시 스택
- 썰 라벤스크로프트
- 디애너 올리버
- 필 하트만
- 조 랜트

### 조연
- 주디 톨
- 민디 스테어링
- 짐 잭맨
- 랜달 윌리엄 쿡
- 랜디 베넷